# Krajina du Banat
Pour les articles homonymes, voir Krajina et Banat.

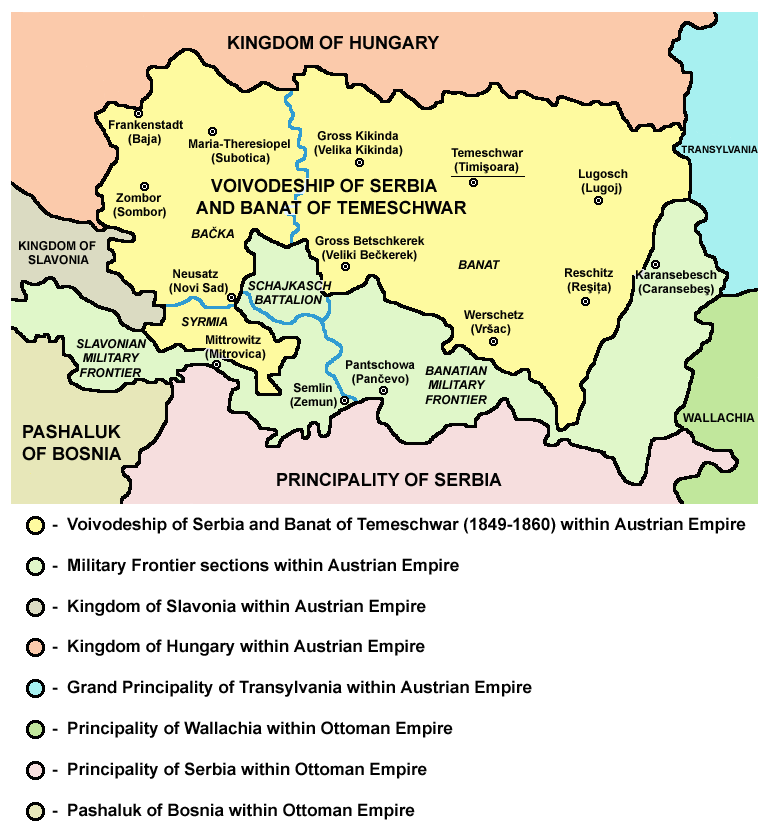
Plan de la frontière militaire du Banat en 1849

La Krajina du Banat ou Frontière militaire du Banat était la portion des confins militaires austro-hongrois située dans le Banat (de nos jours divisée entre la Serbie et la Roumanie).

## Géographie
La frontière militaire du Banat englobait la Šajkaška, et était bornée par la principauté de Serbie au sud, le voïvodat de Serbie et du Banat de Tamiš au nord, la Transylvanie et la Valachie à l'est, et la Krajina de Slavonie à l'ouest.

## Villes
- Pančevo,
- Bela Crkva,
- Titel,
- Žabalj,
- Alibunar,
- Kovin,
- Caransebeş, etc.

## Histoire

### Histoire des serbes dans la krajina du banat
À la mort de Stefan Lazarević le 19 juillet 1427, Đurađ Branković monta sur le trône de Serbie, à la suite de l'accord passé avec la Hongrie, il perdit  Belgrade malgré les protestations des habitants de la ville, puis sa capitale Kruševac en 1427. Il fit construire alors une ville nouvelle sur le Danube, Smederevo qui fut comparable par la richesse de ses églises à Constantinople, d'où son surnom de "Đurađ Smederevac" en serbe latin, en français Đurađ de Smederevo. Le despote serbe reçu de Sigismond Ier refondateur de l'Ordre du Dragon des terres en Hongrie : 
- Zemun,
- Slankamen,
- Kupinik (aujourd'hui Kupinovo),
- Mitrovica (aujourd'hui Sremska Mitrovica) à Srem,
- Stari Bečej (Bečej),
- Kulpin,
- Čurug,
- Sveti Petar,
- Perlek,
- Peser et Petrovo Selo (Bačko Petrovo Selo) à Bačkoj,
- Bečej (Novi Bečej),
- Aradac, Veliki Bečkerek (Zrenjanin),
- Et Vršac dans le Banat historique

Comme l'avait déjà fait son prédécesseur Stefan Lazarević, toutes ses villes et terres, ont été peuplés par des Serbes de Macédoine ou du Kosovo qui fuyaient l'avancée turque. Donc, avant même la chute de la Serbie, les migrations serbes du sud vers le nord avaient débuté.
L'empereur germanique, quant à lui avait ainsi installé au sud de son empire d'origine serbe, le long de la frontière avec les turcs, des troupes motivées et expérimentées dans le combat contre les turcs. Il comptait sur les populations serbes des terres de Durad pour renforcer la frontière.

### Officialisation du banat militaire
En 1718, à la suite du traité de Passarowitz, les Habsbourg créèrent une province militarisée sur leur frontière : le Banat de Temeswar. En 1751, l'impératrice Marie-Thérèse y introduisit une administration civile au nord de la province, mais laissa au sud son statut militaire qui devint alors connue sous le nom de frontière militaire du Banat (Krajina du Banat). La province garda son statut de frontière militaire jusqu'en 1871.
Cette portion des confins militaires était divisée en trois districts :
- district du Régiment Allemand du Banat, chef-lieu : Pancsova ;
- district du Bataillon Illyrien du Banat (démembrement du précédent), chef-lieu ; Weisskirchen ;
- district du Régiment Valaque du Banat (ancien Régiment Valaque-Illyrien), chef-lieu : Karansebes.